# Can Maragall
Can Maragall fou originalment la casa pairal de la família del poeta Joan Maragall, al municipi de Cornellà de Llobregat, el qual hi estiuejà sovint. Posteriorment s'utilitzà com a oficines de l'empresa DADYA S.A. Masia de tres cossos de tipologia basilical, corresponent al tipus II-2 de Danés i Torras.

## Descripció
El cos central comprèn tres naus estructurals d'una mateixa alçada i simètriques. També simètrics són els cossos laterals, organitzats com dues naus laterals de dos pisos, essent el superior una galeria. La masia no tenia golfes ni graner, havent estat habitatge tot l'espai de la casa. La coberta és de teulada a dues vessants al cos central i a una sola aigua als laterals. L'estil és clarament popular i es poden distingir estilemes barrocs propis de l'època, els muntants de les finestres amb pedres grans ben tallades i que estan disposades amb alternança vertical i horitzontal (mobilitat de superfícies típicament barroca).

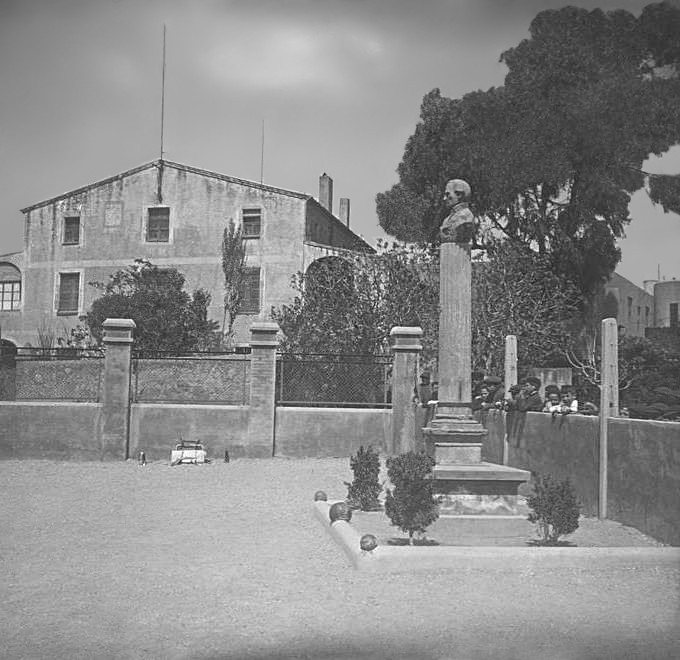
Monument a Josep Manso i Solà davant de Can Maragall l'any 1923, foto de Josep Salvany i Blanch.